# Tilloclytus rufipes
Tilloclytus rufipes là một loài bọ cánh cứng trong họ Cerambycidae.